# Greiner Holding
Greiner este o grup de companii din Austria care produce ambalaje, spume poliuretanice, unelte și componente pentru industria auto și aero-spațială.
În anul 2007, grupul avea o cifră de afaceri anuală de 819 milioane euro și aproape 6.500 de angajați.
Grupul deține sapte întreprinderi, cu 106 locații de producție și birouri, în 26 de țări.
Greiner Packaging, divizia de ambalaje a grupului Greiner a obținut o cifră de afaceri de 180 de milioane de euro în 2003, aproximativ 27% din cifra de afaceri consolidată a Greiner.
Compania are 15 unități de producție în Europa, cu 1.700 de angajați.

## Greiner în România
Grupul Greiner este prezent și în România, prin Greiner Packaging și Thrace Greiner Packaging, fiind unul dintre cei mai mari producători de ambalaje de pe piața din România.
Firma Greiner Packaging a fost înființată în 1997, în urma unui parteneriat româno-austriac.
În 2001, Greiner Packaging Austria a devenit unicul acționar al societății.
De la o cifră de afaceri de 240.000 de euro și o cotă de piață estimată la 3% în 1999, Greiner SRL a ajuns în 2004 la peste 7 milioane de euro cifră de afaceri și o cotă de piață de 48-51%.
Firma soră, Thrace Greiner Packaging, este furnizor de ambalaje injectate pentru piața industriei alimentare, cât și pentru piața industriei vopselelor lavabile.
Thrace Greiner Packaging reprezintă o investiție realizată de Greiner Austria împreună cu firma grecească Thrace Plastic.
Greiner a investit aproximativ 12 milioane euro în construcția primului centru de producție din Sibiu și în dotarea lui, precum și alte 4 milioane euro în construcția la Sibiu a unei fabrici de ambalaje injectate, realizată împreună cu firma grecească Thrace Plastic.
Cifra de afaceri:
- 2007: 22,5 milioane euro[5].
- 2006: 18,9 milioane euro[8]